# Partit Obrer Socialista Revolucionari
El Partit Obrer Socialista Revolucionari (POSR) (en francès: Parti Ouvrier Socialiste Révolutionnaire, POSR) fou un partit reformista francès fundat el 1882 d'una escissió del Partit Obrer Francès. Un dels líders més carismàtic del partit fou Paul Brousse.
Dins el POSR el sindicat i el partit eren la mateixa entitat i no se separaren. En tant que socialisme reformista col·laborà amb l'Estat liberal burgès i emprengué reformes reals del sistema per a la millora immediata de les condicions del Proletariat francès.
La base del POSR era el socialisme de base municipalista i actuava dins els municipis per crear-hi estructures de nova societat.
El 1902 s'uní amb el Partit Obrer Francès de Jules Guesde per formar el Partit Socialista de França. Abans, el POSR havia patit l'escissió dels allemanistes de Jean Allemane.